# Luty 2015

## 22 lutego
- Ogłoszono tegoroczne Nagrody Akademii Filmowej. W kategorii najlepszego filmu oraz trzech innych (reżyser, scenariusz oryginalny, zdjęcia) Oscara otrzymał Birdman. Za najlepszy film nieanglojęzyczny została uznana Ida. (gazeta.pl)
- Co najmniej 65 osób utonęło w Bangladeszu wskutek przewrócenia się promu na rzece Padma, ok. 40 km na północny zachód od stolicy kraju Dhaki. (rp.pl)

## 19 lutego
- Związany z Nową Demokracją Prokopis Pawlopulos, profesor prawa i były minister spraw wewnętrznych, został wybrany na nowego prezydenta Grecji. (rp.pl)
- Podczas mityngu lekkoatletycznego XL Galan w Sztokholmie Etiopka Genzebe Dibaba ustanowiła wynikiem 14:18,86 halowy rekord świata w biegu na 5000 metrów. (iaaf.org)

## 17 lutego
- 16 osób zginęło podczas imprezy karnawałowej w Port-au-Prince na Haiti. (tvn24.pl)

## 15 lutego
- Mads Nissen(inne języki) otrzymał nagrodę World Press Photo za najlepsze zdjęcie roku 2014. (rp.pl)
- Kenijka Florence Kiplagat zwyciężyła w półmaratonie w Barcelonie ustanawiając wynikiem 1:05:09 nowy rekord świata w tej konkurencji. (iaaf.org)
- Podczas zawodów pucharu świata rozgrywanych w norweskim Vikersund Norweg Anders Fannemel poprawił wynikiem 251,5 metra jednodniowy nieoficjalny rekord świata w długości skoku narciarskiego. (sportowefakty.pl)
- Zakończyły się, rozgrywane w holenderskim Heerenveen mistrzostwa świata w łyżwiarstwie szybkim. (isuresults.eu)
- Zakończyły się, rozgrywane w Vail i Beaver Creek w stanie Kolorado, mistrzostwa świata w narciarstwie alpejskim. (sportowefakty.pl)
- Zachód pokonał Wschód 163:158 w rozegranym w Nowym Jorku meczu gwiazd ligi NBA. Najbardziej wartościowym graczem meczu wybrano Russella Westbrooka. (sport.pl)

## 14 lutego
- Co najmniej 20 osób zginęło na przejeździe kolejowo-drogowym w Meksyku, gdy w autobus, którego kierowca zignorował czerwone światło, uderzył rozpędzony pociąg towarowy. (dziennik.pl)
- Podczas zawodów pucharu świata rozgrywanych w norweskim Vikersund Słoweniec Peter Prevc ustanowił wynikiem 250 metrów nieoficjalny rekord świata w długości skoku narciarskiego. (sportowefakty.pl)

## 12 lutego
- Nowym prezydentem Chorwacji została wybrana Kolinda Grabar-Kitarović. (tvn24.pl)

## 9 lutego
- W wieku 87 lat zmarł Roman Frister, polsko-izraelski pisarz, dziennikarz i działacz kulturalny (polityka.pl)

## 8 lutego
- Co najmniej 20 osób zginęło w wyniku starć kibiców piłkarskich z policją przed stadionem w Kairze. (rp.pl)
- Na tegorocznej ceremonii wręczenia nagród BAFTA najlepszym filmem został ogłoszony Boyhood, natomiast najlepszym nieangielskojęzycznym – Ida. (stopklatka.pl)
- W rozegranym w Bacie finale Pucharu Narodów Afryki Wybrzeże Kości Słoniowej pokonało Ghanę po rzutach karnych 9:8 (po regulaminowym czasie gry oraz dogrywce 0:0). (wp.pl)

## 7 lutego
- 15 osób zginęło wskutek rozległych powodzi po silnych opadach deszczu na terenie północnego Peru. (tvnmeteo.tvn24.pl)
- Obraz Nafea Faa Ipoipo autorstwa Paula Gauguina został sprzedany przez szwajcarskich właścicieli za 300 milionów dolarów amerykańskich, czyniąc dzieło francuskiego malarza najdrożej sprzedanym dziełem sztuki w historii. (gazeta.pl)

## 4 lutego
- Katastrofa lotu TransAsia Airways 235 na Tajwanie. (tvn24.pl)
- Co najmniej 6 osób zginęło w zderzeniu pociągu podmiejskiego z samochodem w pobliżu Nowego Jorku. (tvn24.pl)

## 1 lutego
- Amerykanka Serena Williams oraz Serb Novak Đoković zwyciężyli w rywalizacji singlistów podczas pierwszego tegorocznego wielkoszlemowego turnieju tenisowego Australian Open. (rp.pl)
- W finale rozgrywanych w Katarze mistrzostw świata piłkarzy ręcznych reprezentacja Francji pokonała gospodarzy 25:22. (wp.pl)